# Nombre premier de Stern
Un nombre premier de Stern (du nom de Moritz Abraham Stern) est un nombre premier qui n'est pas la somme d'un nombre premier et du double d'un carré parfait non nul. 
Ou pour transcrire cela algébriquement, un nombre premier q est de Stern si pour tout entier naturel b non nul, q – 2b2 est un nombre composé.

## Liste et exemples
On ne connaît que huit nombres premiers de Stern : 2, 3, 17, 137, 227, 977, 1 187 et 1 493 (suite A042978 de l'OEIS).
Ainsi, par exemple, le nombre premier 137 est de Stern, puisque si l'on tente de soustraire de 137 les premiers doubles de carrés, on obtient 135, 129, 119, 105, 87, 65, 39, 9, qui sont composés. 
Par contre le nombre premier 139 n'est pas de Stern car 139 = 137 + 2.12, ou encore 139 = 131 + 2.22, etc.

## Propriétés
En fait, beaucoup de nombres premiers ont plus d'une telle représentation q – 2b2. Dans un couple de nombres premiers jumeaux, le plus grand des deux s'écrit p + 2.12. Et si ce nombre premier p + 2 est le plus grand, p' + 8, d'un quadruplet de nombres premiers, alors il s'écrit aussi p' + 2.22.
Une « représentation de Goldbach » d'un entier est une décomposition de ce nombre sous la forme p + 2b2 avec p premier ou égal à 1 et b entier éventuellement nul. La suite A007697 de l'OEIS a pour n-ième terme le plus petit nombre impair admettant au moins n représentations de Goldbach. Leonhard Euler a observé que plus les nombres sont grands, plus ils ont de représentations de Goldbach, suggérant que la liste des nombres premiers de Stern serait finie.
Cette liste pourrait même être non seulement finie, mais réduite aux huit nombres ci-dessus. Selon Judson S. McCranie, ce sont les seuls nombres premiers de Stern parmi les 100 000 premiers nombres premiers. Ces huit nombres ont des représentations de Waring plus performantes que leur manque de représentations de Goldbach ne le laisserait penser.
Christian Goldbach a conjecturé dans une lettre à Leonhard Euler que tout nombre impair possède au moins une représentation de Goldbach. Laurent Hodges pense que Stern s'est intéressé au problème après avoir lu la correspondance de Goldbach.